# 澤萊諾皮利亞火箭彈襲擊
澤萊諾皮利亞火箭彈襲擊发生于2014年7月11日顿顿巴斯战争期间。俄罗斯军队从俄罗斯境内发射火箭弹，造成位于烏克蘭東部卢甘斯克州澤萊諾皮利亞一处营地的37名乌克兰士兵和边防警卫死亡。